# Herb gminy Konarzyny
Herb gminy Konarzyny – jeden z symboli gminy Konarzyny, ustanowiony 15 czerwca 2002.

## Wygląd
Herb przedstawia na tarczy koloru czerwonego z czarnym konturem złote koło bez górnego dzwonu zwieńczone złotym krzyżem na piaście. Oba elementy posiadają czarne kontury. W dolnej części herbu umieszczono dwie linie faliste o barwach srebrnej i niebieskiej.